# کتابخانه اسناد و کتاب‌های نادر باینیکی

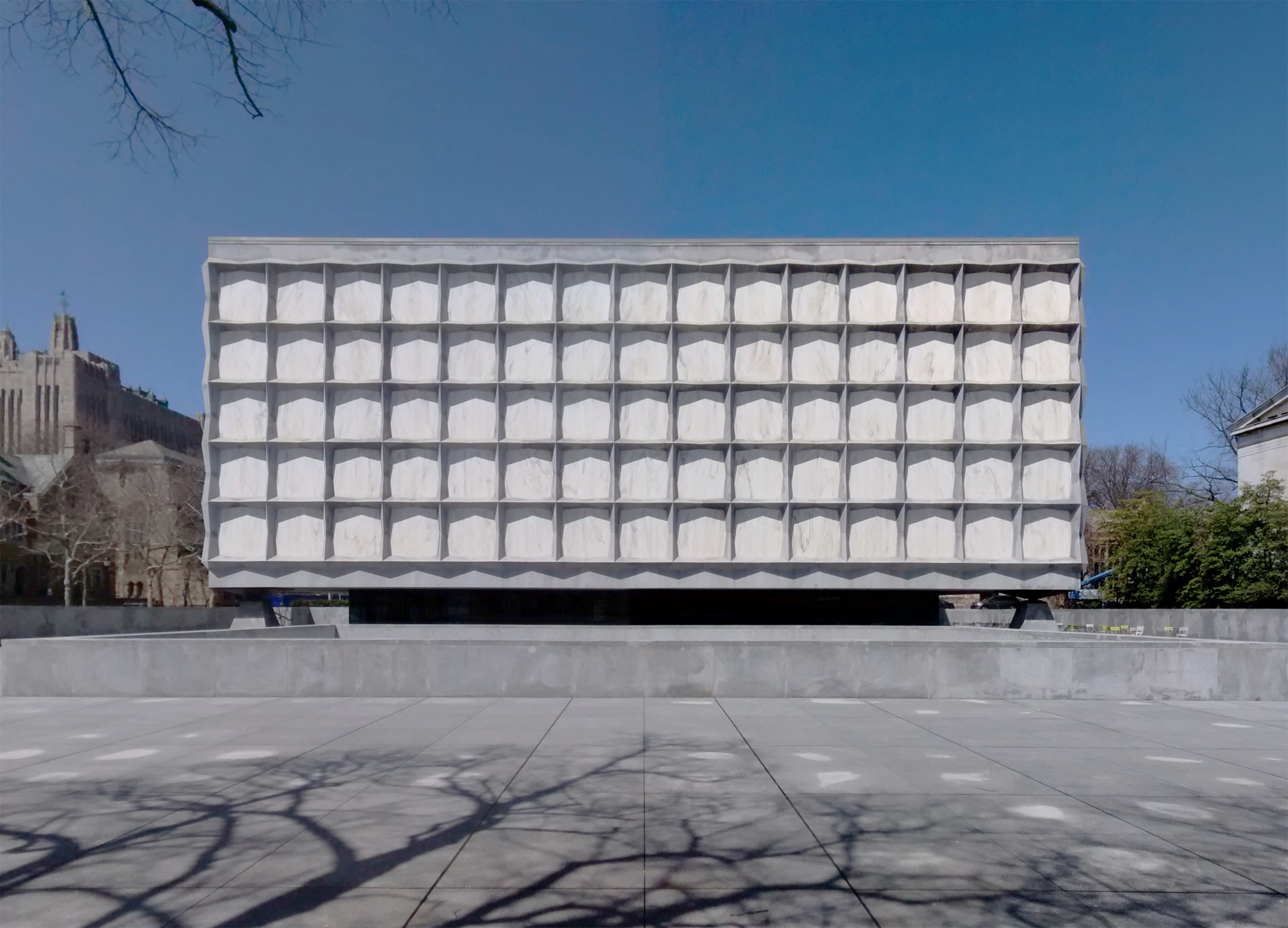
نمای کتابخانه

کتابخانهٔ اسناد و کتاب‌های نادر باینیکی (انگلیسی: Beinecke Rare Book & Manuscript Library) یک بایگانی ادبی و کتابخانه کتب نادر در کتابخانه دانشگاه ییل در نیوهیون، کنتیکت است. ساختمان این کتابخانه اثر گوردون بانشفت است و در سال ۱۹۶۳ تکمیل شد.
این کتابخانه هدیهٔ خانوادهٔ باینیکی به دانشگاه ییل بود و یکی از بزرگترین کتابخانه‌های کتاب‌های نادر در جهان است.